# Тересвянська селищна рада
Тере́свянська се́лищна ра́да — адміністративно-територіальна одиниця та орган місцевого самоврядування в Тячівському районі Закарпатської області. Адміністративний центр — селище міського типу Тересва.

## Загальні відомості
- Населення ради: 7 518 осіб (станом на 1 січня 2011 року)

## Населені пункти
Селищній раді підпорядковані населені пункти:
- смт Тересва

## Склад ради
Рада складається з 30 депутатів та голови.
- Голова ради: Олексій Василь Іванович
- Секретар ради: Микулянич Марія Михайлівна

### Керівний склад попередніх скликань
| Прізвище, ім'я, по батькові | Основні відомості                                   | Дата обрання | Дата звільнення |
| --------------------------- | --------------------------------------------------- | ------------ | --------------- |
| Мокан Михайло Михайлович    | Селищний голова, 1950 року народження, безпартійний | 26.03.2006   | 31.10.2010      |
| Олексій Василь Іванович     | Селищний голова, 1960 року народження, освіта вища  | 31.10.2010   |                 |

Примітка: таблиця складена за даними сайту Верховної Ради України

### Депутати
За результатами місцевих виборів 2010 року депутатами ради стали:

#### За суб'єктами висування
| Суб'єкт висування | Кількість обраних депутатів | %    |
| ----------------- | --------------------------- | ---- |
| Самовисування     | 28                          | 93,3 |
| Партія регіонів   | 2                           | 6,7  |

#### За округами
| № округу        | Прізвище, ім'я, по батькові      | Дата визнання обраним | Освіта             | Партійна приналежність                       | Відомості про обраного депутата                                              |
| --------------- | -------------------------------- | --------------------- | ------------------ | -------------------------------------------- | ---------------------------------------------------------------------------- |
| Партія регіонів |                                  |                       |                    |                                              |                                                                              |
| 9               | Микулянич Марія Михайлівна       | 04.11.2010            | вища               | член Партії регіонів                         | Тересвянська селищна рада, секретар                                          |
| 24              | Онуфрій Богдан Михайлович        | 04.11.2010            | вища               | позапартійний                                | приватний підприємець                                                        |
| Самовисування   |                                  |                       |                    |                                              |                                                                              |
| 1               | Білит Анатолій Іванович          | 04.11.2010            | вища               | позапартійний                                | ЗАТ «Закарпатлісмат», керівник                                               |
| 2               | Цюбик Ярослава Василівна         | 04.11.2010            | вища               | позапартійна                                 | Тересвянська міська лікарня, лікар-стоматолог                                |
| 3               | Дьолог Володимир Петрович        | 04.11.2010            | вища               | позапартійний                                | приватний підприємець                                                        |
| 4               | Грицан Іван Михайлович           | 04.11.2010            | вища               | позапартійний                                | Хустська філія ДРБД, начальник                                               |
| 5               | Липак Степан Степанович          | 04.11.2010            | вища               | позапартійний                                | Тячівська РДА, інструктор — консультант                                      |
| 6               | Пузик Василь Васильович          | 04.11.2010            | вища               | позапартійний                                | Тересвянська міська лікарня, лікар-терапевт                                  |
| 7               | Бенчак Василь Васильоаич         | 04.11.2010            | вища               | позапартійний                                | Тересвянська міська лікарня, сімейний лікар                                  |
| 8               | Вантюх Павло Емілович            | 04.11.2010            | середня спеціальна | позапартійний                                | приватний підприємець                                                        |
| 10              | Соболь Іван Вікторович           | 04.11.2010            | середня            | позапартійний                                | приватний підприємець                                                        |
| 11              | Грицик Оксана Василівна          | 04.11.2010            | вища               | позапартійна                                 | Тересвянська середня школа І-ІІІ ст., заступник директора по виховній роботі |
| 12              | Коциба Василь Васильович         | 04.11.2010            | середня спеціальна | позапартійний                                | «Торговий дім», слюсар                                                       |
| 13              | Мокан Іван Миколайович           | 04.11.2010            | незакінчена вища   | член Народної партії                         | тимчасово не працює                                                          |
| 14              | Сасин Емелян Васильович          | 04.11.2010            | вища               | позапартійний                                | Виноградів-митниця, пост «Рахів», начальник сектора оформлення № 5           |
| 15              | Данилюк Наталія Михайлівна       | 04.11.2010            | вища               | позапартійна                                 | Тересвянська загальноосвітня школа І-ІІІ ст., педагог-організатор            |
| 16              | Прінц Світлана Василіна          | 26.10.2010            | середня            | позапартійна                                 | тимчасово не працює                                                          |
| 17              | Габорець Василь Васильович       | 04.11.2010            | середня спеціальна | позапартійний                                | ТОВ «Корона-люкс», керуюча філіалом                                          |
| 18              | Мункачій Олександр Степанович    | 04.11.2010            | вища               | позапартійний                                | приватний підприємець                                                        |
| 19              | Гусар Валентин Вікторович        | 04.11.2010            | вища               | позапартійний                                | тимчасово не працює                                                          |
| 20              | Палінкаш Володимир Володимирович | 04.11.2010            | незакінчена вища   | позапартійний                                | приватний підприємець                                                        |
| 21              | Галкін Микола Миколайович        | 04.11.2010            | середня            | позапартійний                                | сезонний робітник                                                            |
| 22              | Олексій Михайло Іванович         | 04.11.2010            | середня спеціальна | член Української соціал-демократичної партії | товариство «Ескорт», директор                                                |
| 23              | Прибуш Василь Юрійович           | 04.11.2010            | середня спеціальна | член Української соціал-демократичної партії | кредитна спілка «Святий Мартин», кредитний інспектор                         |
| 25              | Глеба Василь Дмитрович           | 04.11.2010            | середня            | позапартійний                                | ТОВ «Розмарін», контролер                                                    |
| 26              | Думен Едуард Тіберійович         | 04.11.2010            | середня            | позапартійний                                | приватний підприємець                                                        |
| 27              | Квасниця Павло Михайлович        | 04.11.2010            | середня            | позапартійний                                | приватний підприємець                                                        |
| 28              | Мезей Іван Іванович              | 04.11.2010            | вища               | позапартійний                                | приватний підприємець                                                        |
| 29              | Варга Михайло Михайлович         | 04.11.2010            | вища               | позапартійний                                | приватний підприємець                                                        |
| 30              | Бенко Микола Миколайович         | 04.11.2010            | середня            | позапартійний                                | автозаправка «Континент-нафто Трейд», керуючий автозаправкою                 |